# Гигантская мегаксиела
Гигантская мегаксиела (лат. Megaxyela gigantea) — редкий вид пилильщиков из семейства Xyelidae. Реликт неогеновой фауны.

## Распространение
Дальний Восток России (Приморский край, Уссурийский р-н), Корея, Япония (остров Хонсю).

## Описание
Длина тела самки с яйцекладом около 13 мм, самца — 11 мм. Посередине переднего края клипеуса имеется треугольный выступ. Сверху оно черное, снизу светло-рыжее, матовое, мелкошагренированное, со слабым металлически-синим отливом. Отличается удлинёнными чёрными задними ногами, чья длина превосходит длину тела (передние и средние ноги желто-рыжие, короткие). У самцов брюшко сверху по бокам второго-четвёртого и восьмого сегментов несёт желтовато-белые пятна, у самки сверху по заднему краю второго-шестого сегментов имеется белая кайма. Усики состоят из 11 члеников. Встречаются в горных кедрово-пихтово-широколиственных лесах южного Приморья. Личинки обнаружены питающимися на орехе маньчжурском (Juglans mandshurica).

## Охранный статус
Гигантская мегаксиела внесена в Красную книгу России как вид, имеющий устойчивую тенденцию к сокращению численности. Основным лимитирующим фактором служат вырубки широколиственно-хвойных лесов.